# Партия рабочего дела
Партия рабочего дела (ПРД)  — троцкистская политическая партия Бразилии. Оригинальное название порт. Partido da Causa Operária, сокращённо — PCO. 
Истоки создания партии восходят к 1978 году, когда была образована организация «Бразильская троцкистская тенденция» (порт. Tendência Trotskista do Brasil, TTB). В 1980 году TTB вошла в состав Партии трудящихся. Фактически Партия рабочего дела образовалась в 1995 году, после того, как в 1990—1991 годах некоторые члены Партии трудящихся покинули её из-за политических разногласий. ПРД придерживается троцкистской направленности. По состоянию на 2016 год партия ещё не имела представителей в бразильском Национальном конгрессе.